# Olbische Zeichen

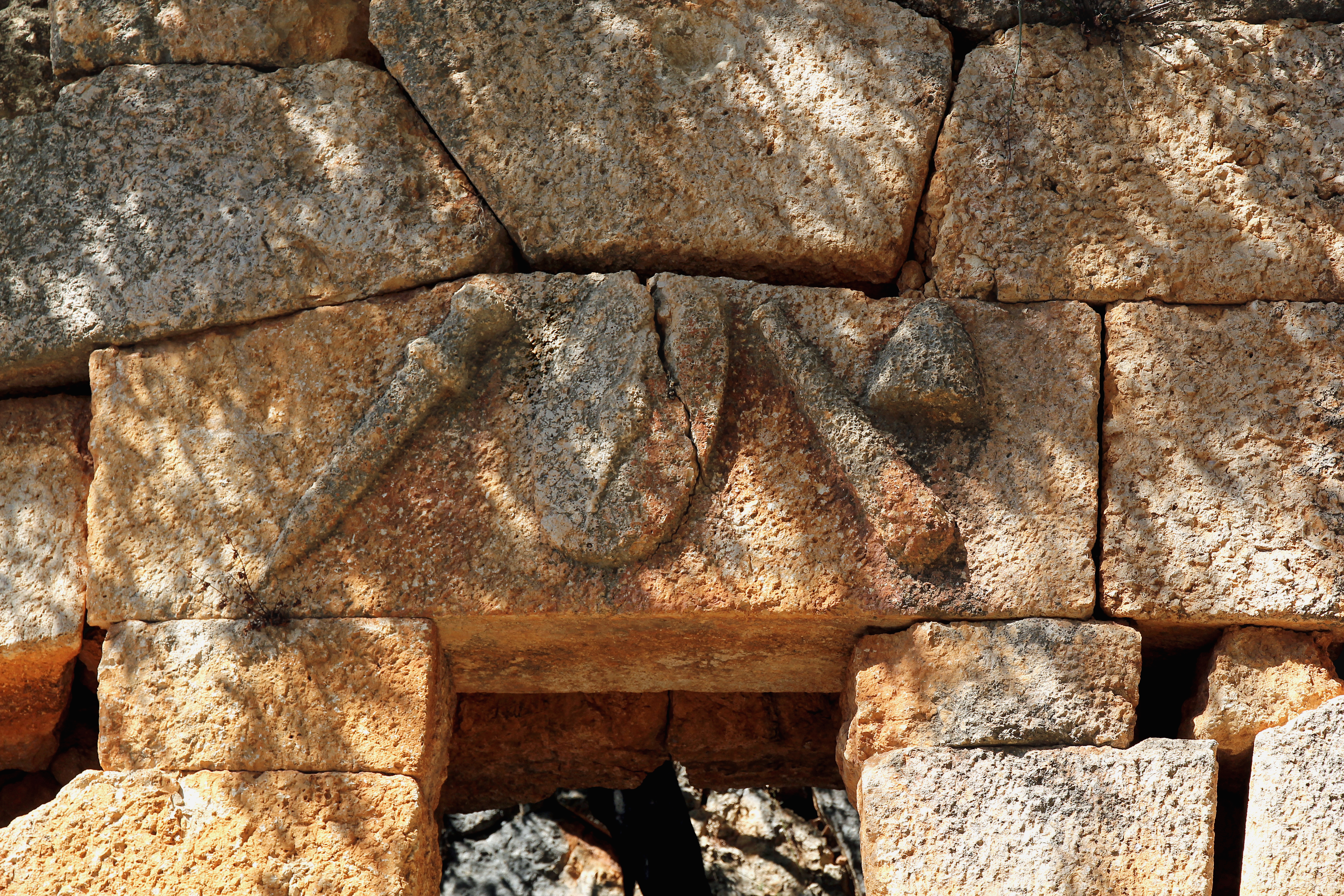
Schwert, Schild, Keule und Dioskurenkappe am Turm Hançerli

Als Olbische Zeichen werden reliefierte Symbole bezeichnet, die die Zugehörigkeit eines Gebäudes oder eines Ortes zum Einflussbereich der antiken Städte Olba und Diokaisareia im Rauen Kilikien in der südlichen Türkei anzeigen.

## Hintergrund
In Olba herrschte von hellenistischer bis in römische Zeit eine Dynastie von Priestern des Zeus Olbios, deren Zentrum der Tempel in Diokaisareia war. Nach den Priesterlisten an der Wand des Zeustempels bei den Korykischen Grotten (Korykion Antron) kann ihre Regierungszeit vom 3. bis zum späten 1. Jahrhundert v. Chr. datiert werden. Der Einflussbereich des Tempelstaats erstreckte sich vom Fluss Kalykadnos (heute Göksu) im Westen bis über den Lamos (heute Limonlu Çayı) im Osten. In zahlreichen Orten der Region waren Gebäude, größtenteils Türme, mit reliefierten Symbolen ausgestattet, die anzeigten, dass der Ort zum Herrschaftsbereich der Dynastie gehörte. Gelegentlich waren vermutlich auch die Wohnhäuser von Priestern oder Soldaten so gekennzeichnet. Die Zeichen waren überwiegend auf Türstürzen angebracht, die sich vielfach noch in situ befinden. Als die Region im 1. Jahrhundert v. Chr. unabhängig wurde, übernahmen die Kilikier die Zeichen auf ihre Münzen.

## Bedeutung
Einige der Symbole haben eine aus dem griechischen Kulturkreis bekannte Bedeutung. So sind das Blitzbündel als Symbol des Zeus und die Keule als das des Halbgottes Herakles bekannt. Zeus wurde bereits im luwischen Kizzuwatna, das etwa dem Gebiet von Kilikien entspricht, als Tarḫunt verehrt. Der in Olba neben Zeus meistverehrte Gott war Hermes. Für ihn steht sowohl der Kerykeion genannte Hermesstab als auch der Phallus. Letzterer kann auch als Zeichen für Fruchtbarkeit gedeutet werden. Bei den Phalli auf Grabmälern, wie in Mezgit Kalesi, sieht Murat Durukan, Archäologe in Mersin, dagegen einen Zusammenhang mit Hermes in seiner Funktion als Psychopompos und der Übergabe der Seelen an Hades. Hermes wurde in luwischer Zeit als Runtiya verehrt. Von Runtiya und Tarhunz sind zahlreiche Namen der Priesterliste in Korykion Antron abgeleitet. Auch der in Kilikien bekannte Herakleskult hat seinen Vorläufer schon in luwischer Zeit in der Verehrung des Gottes Sandon. Ein weiterer in Olba existierender Kult galt den Dioskuren Kastor und Polydeukes, bei den Symbolen durch die Dioskurenkappe vertreten. 
Über die Herkunft der Symbole gibt es verschiedene Theorien. Die türkische Archäologin Serra Durugönül, die an der Universität Mersin das Zentrum für archäologische Forschung in Kilikien leitet, nimmt an, dass entsprechende Zeichen auf makedonischen Münzen als Vorbilder dienten und dass diese von den Seleukiden in Kilikien eingeführt wurden. Für die Waffen darstellenden Zeichen Schild, Schwert und Keule sieht Durukan eine Verbindung zu den Galatern, die sich nach dem Ende der Seleukidenherrschaft in Kleinasien ausbreiteten und zu denen die Olbier seiner Theorie nach gute Beziehungen unterhielten. Bedeutung und Herkunft der Triskelis sind unklar, allgemein wird sie als Zeichen für Sonne und Licht gesehen, das ebenfalls bei den Galatern bekannt war. Auch eine Verbindung zu Zeus wird vorgeschlagen. Ebenfalls nicht geklärt ist die Bedeutung des Kranzsymbols.
Die Zeichen wurden erstmals 1890 vom britischen Archäologen James Theodore Bent beschrieben, der sie als Cilician Symbols bezeichnete. Serra Durugönül hat sie 1998 in ihrer Untersuchung von Türmen und Siedlungen im Rauhen Kilikien beschrieben und schließlich Murat Durukan 1999 in einer Veröffentlichung zum Table ronde international d'Istanbul zum Thema Kilikien.

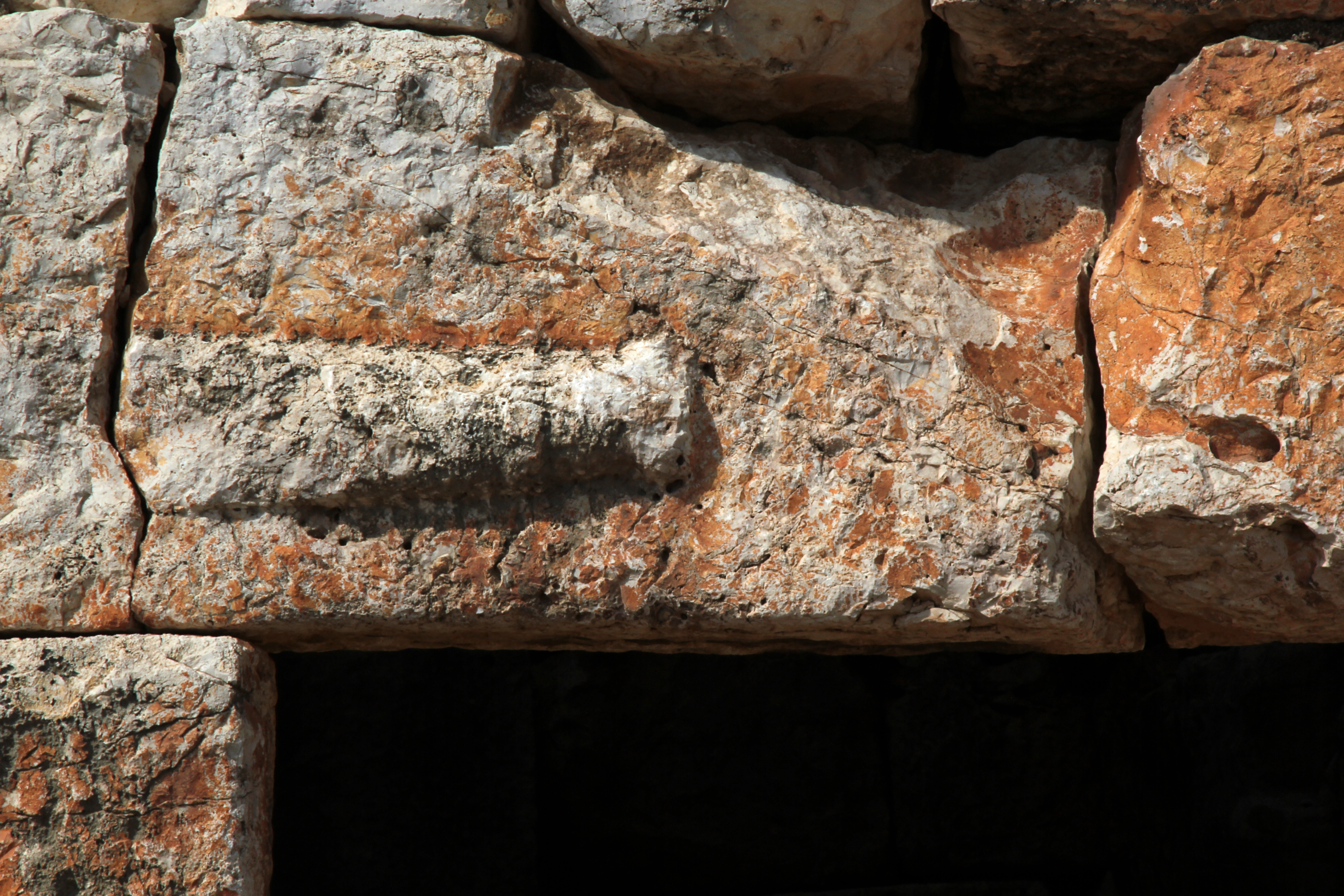
Keule am Turm von Sarayın
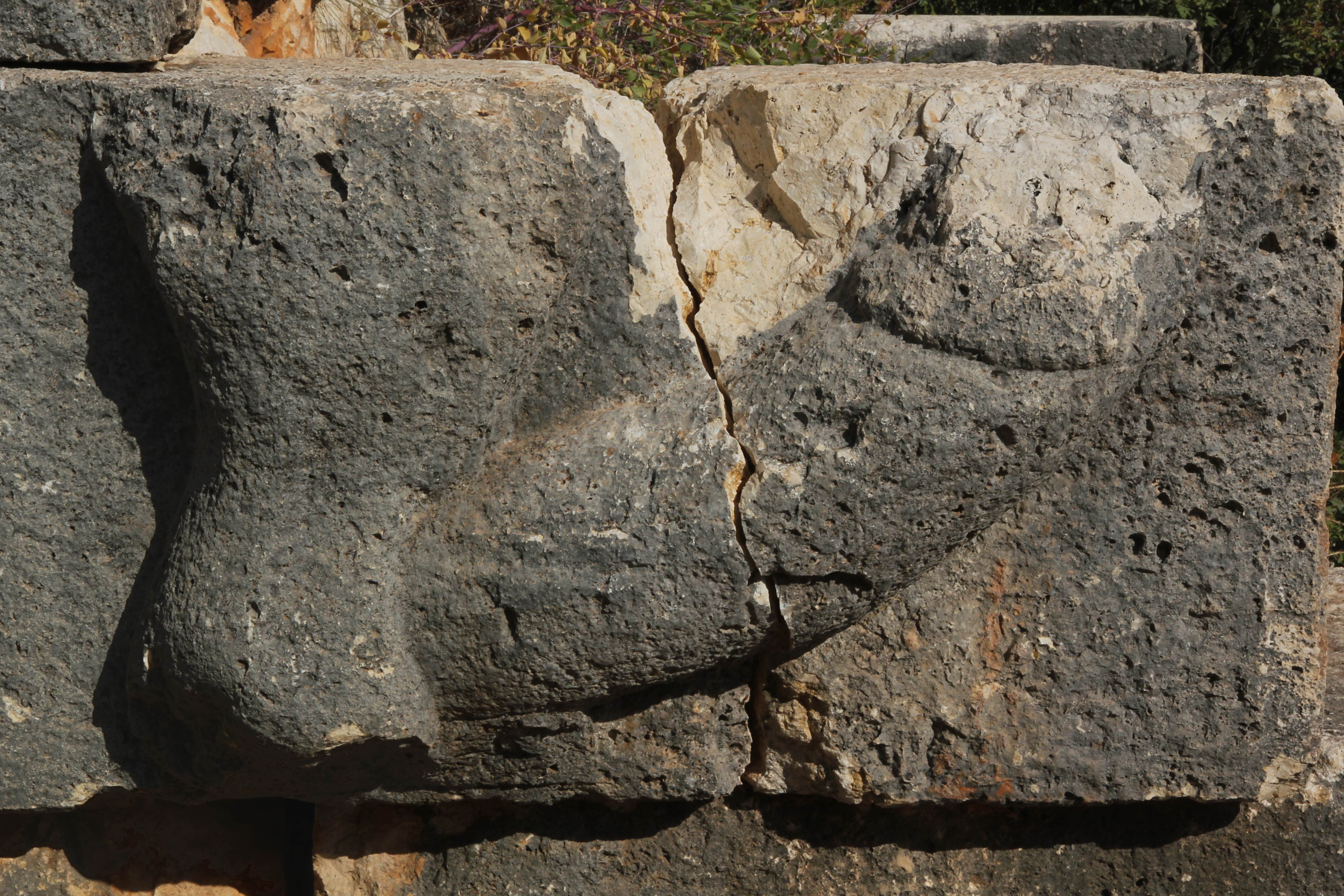
Phallus am Grabhaus von Mezgit Kalesi
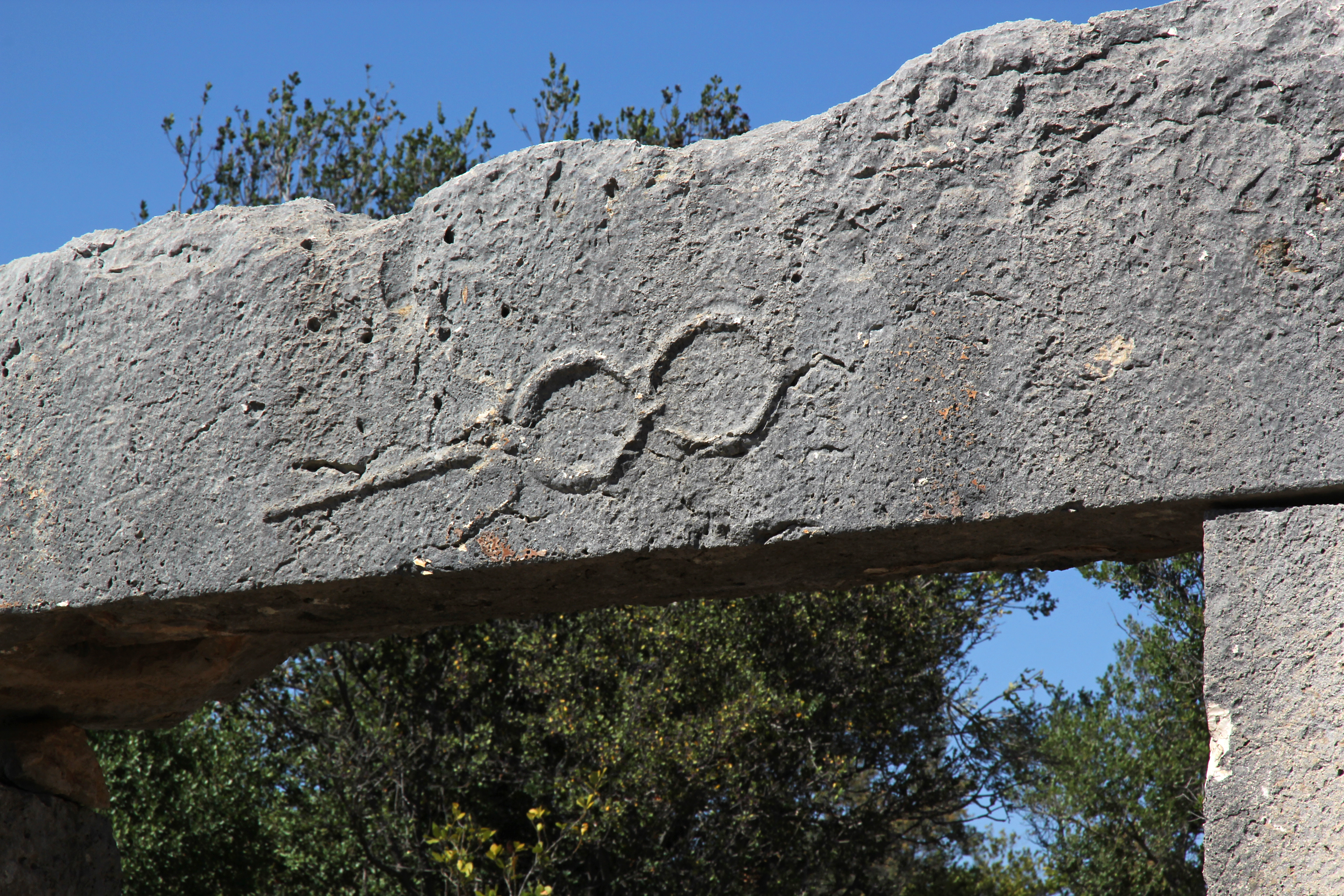
Kerykeion auf einem Türsturz bei Kürtesir Kalesi nahe Işıkkale
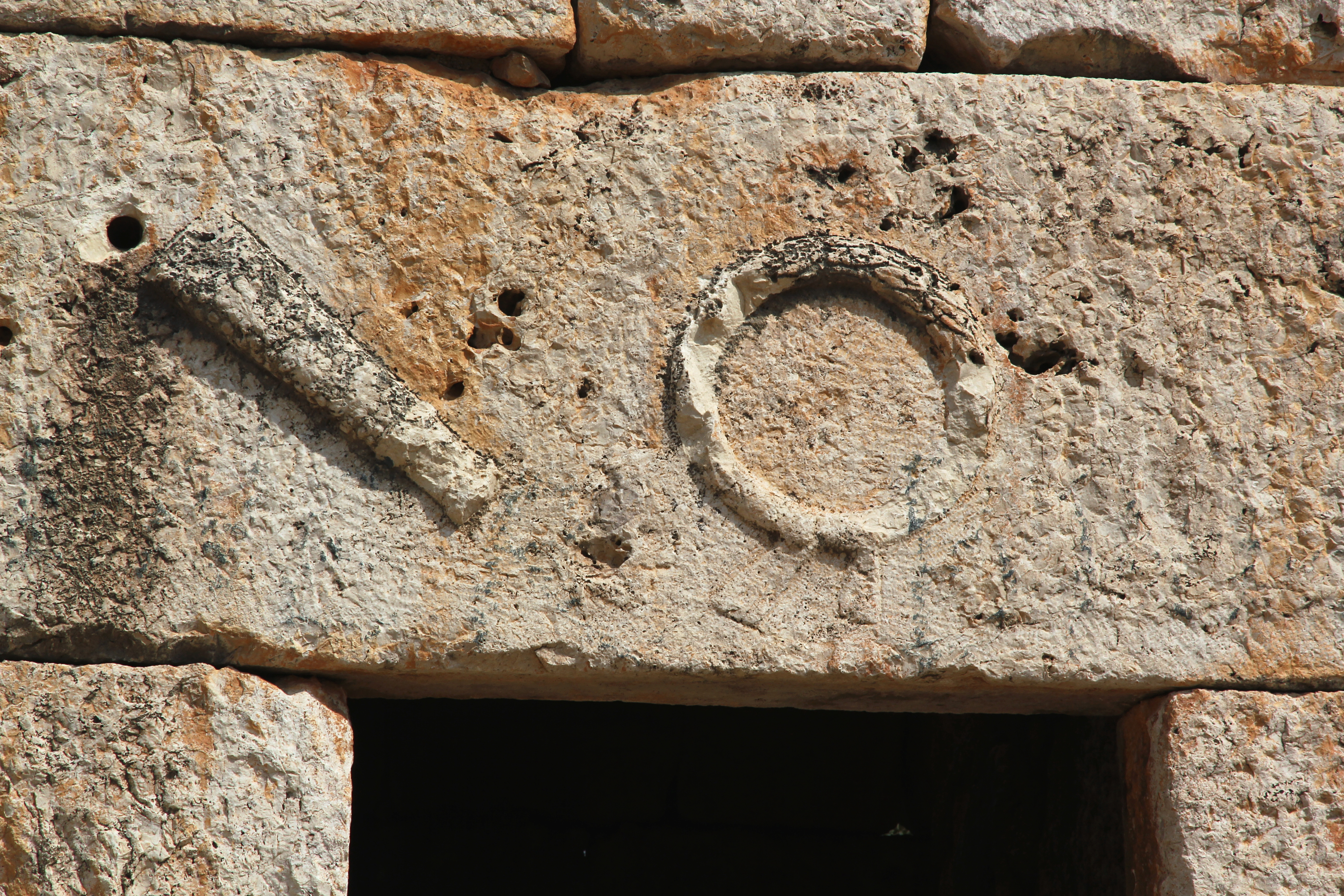
Keule und Kranz am Turm von Akkum
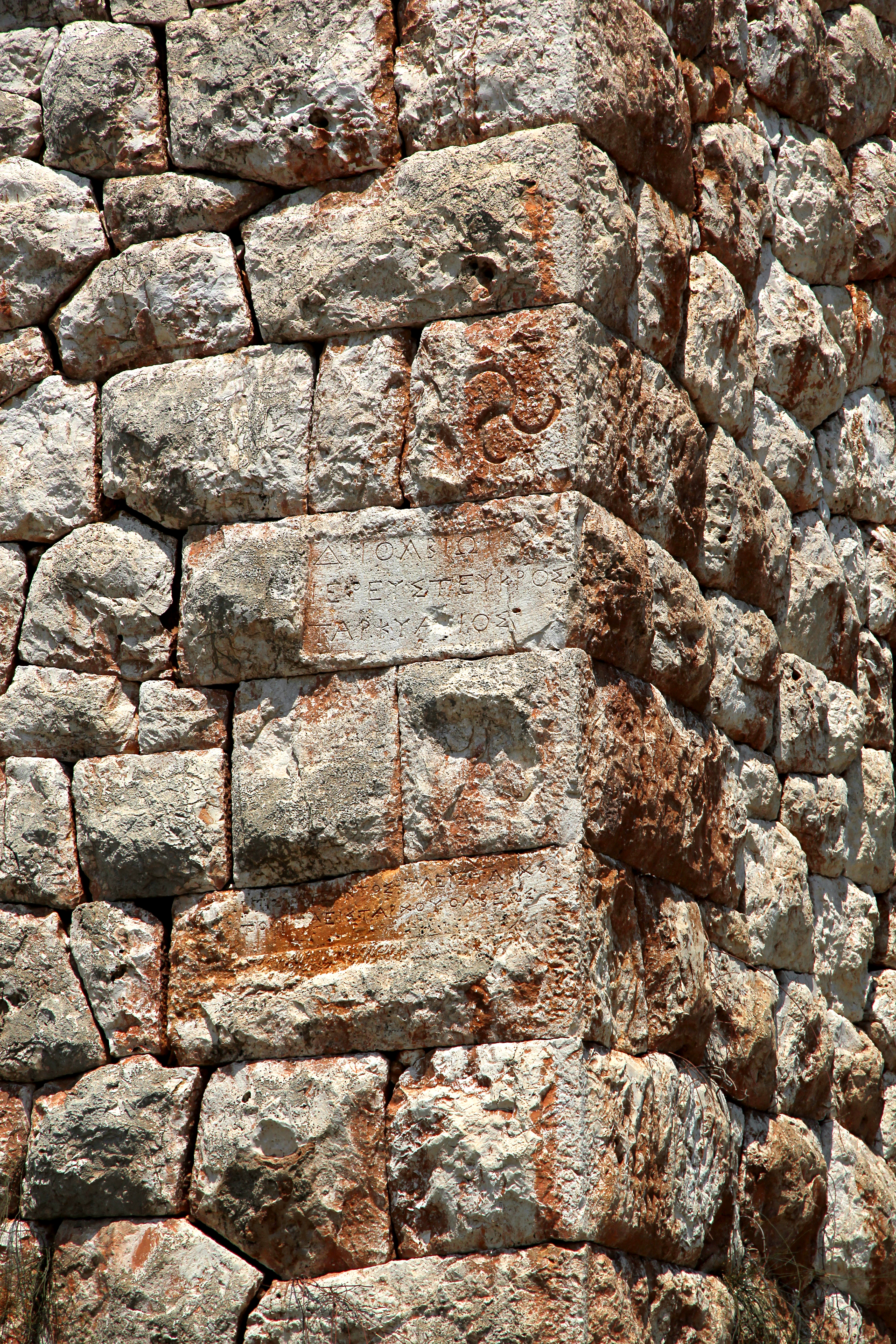
Triskelis am Turm von Kanlıdivane

## Verbreitung

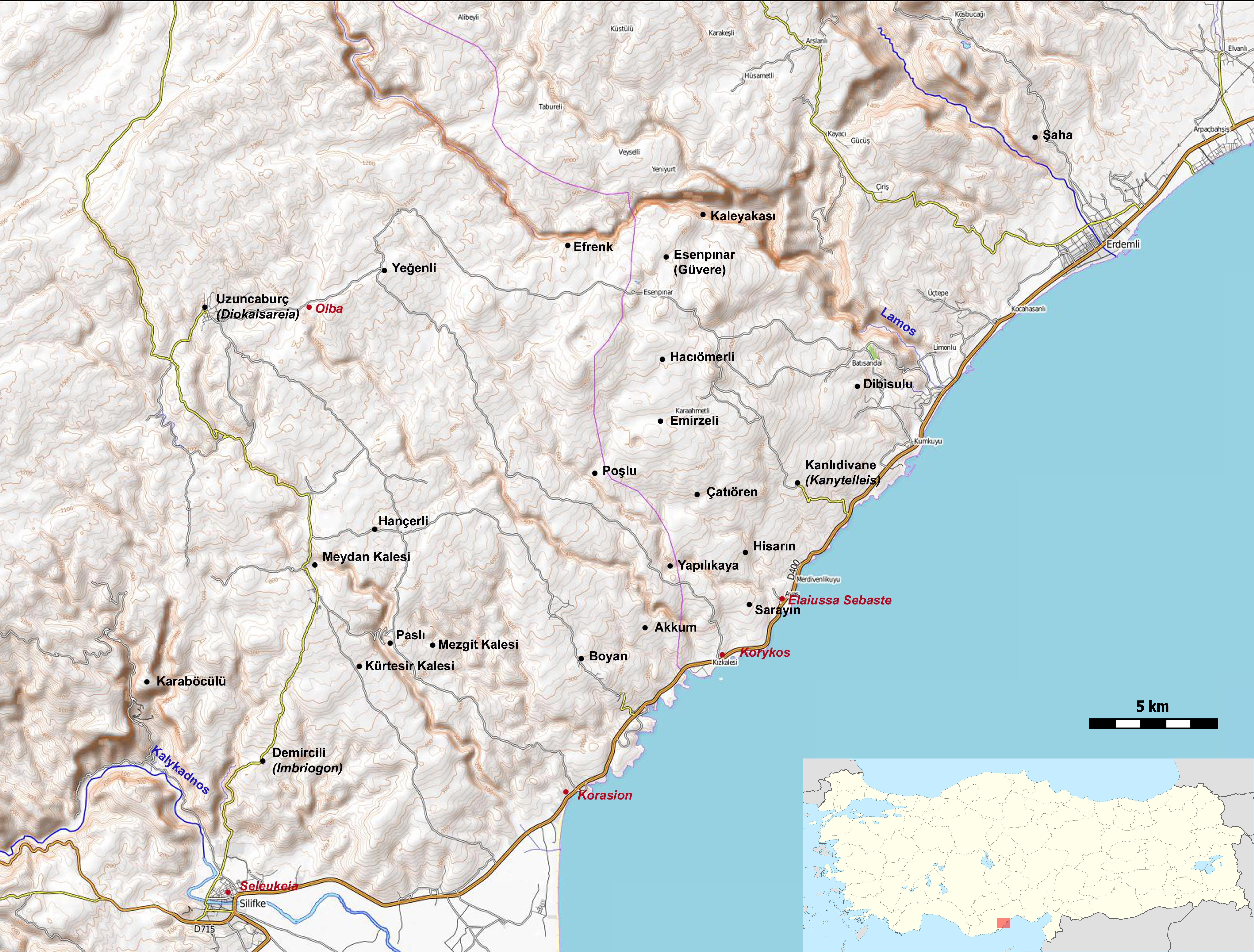
Verteilung der Olbischen Zeichen zwischen Kalykadnos und Lamos

| Bild | Gegenstand              | Vorkommen | Bedeutung und Herkunft               |
| ---- | ----------------------- | --- | ------------------------------------ |
|      | Kranz-Keule-Palmetten   | Meydan Kalesi                                                                                                  |                                      |
|      | Schild                  | Şaha Kanlıdivane (Kanytelleis) Hacıömerli Poşlu                                                                | Kampfeskraft Galater oder Makedonier |
|      | Schild und Schwert      | Kaleyakası Hançerli                                                                                            | Kampfeskraft Galater oder Makedonier |
|      | Keule                   | Efrenk Kaleyakası Dibisulu Hisarın Sarayın Akkum Yeğenli Hançerli Boyan Paslı Demircili (Imbriogon) Karaböcülü | Herakles Galater oder Makedonier     |
|      | Triskelis               | Kanlıdivane (Kanytelleis)                                                                                      | Sonne, Licht; Zeus?                  |
|      | Phallus                 | Esenpınar (Güvere) Çatıören Emirzeli Demircili (Imbriogon) Karaböcülü Mezgit Kalesi                            | Hermes/Fruchtbarkeit                 |
|      | Kranz                   | Akkum Boyan Demircili (Imbriogon)                                                                              |                                      |
|      | Blitzbündel             | Kaleyakası Poşlu                                                                                               | Zeus                                 |
|      | unbekannt               | Dibisulu |                                      |
|      | Kerykeion               | Dibisulu Çatıören Yapılıkaya Kürtesir Kalesi                                                                   | Hermes                               |
|      | Dioskurenkappe (Pileus) | Efrenk Dibisulu Poşlu Yeğenli Mancınıkkale Hançerli Karaböcülü Uzuncaburç (Diokaisareia)                       | Dioskuren                            |